# Улица Пилота Нестерова
У́лица Пило́та Не́стерова (до 25 декабря 1961 года — Стре́льнинский и Большо́й Эльдора́довский переу́лки) — улица, расположенная в Северном административном округе города Москвы на территории района Аэропорт.

## История
Улица получила современное название 25 декабря 1961 года в честь военного лётчика П. Н. Нестерова (1887—1914), основоположника высшего пилотажа (одна из фигур названа «петлёй Нестерова»), погибшего в бою, впервые в мире осуществив воздушный таран немецкого самолёта. Улица была образована из Стре́льнинского (получил название по весьма известному в дореволюционной Москве загородному ресторану «Стрельна») и Большо́го Эльдора́довского (получил название по ресторану «Эльдорадо») переулков.
На улице находился выполненный в стиле конструктивизма административный корпус Военно-воздушной академии имени Н. Е. Жуковского (1936, архитектор А. В. Юганов). В 2014 году корпус был снесён.

## Расположение
Улица Пилота Нестерова проходит от Ленинградского проспекта на северо-восток, пересекает Красноармейскую улицу и проходит до Планетной улицы. Нумерация домов начинается от Ленинградского проспекта.

## Транспорт

### Наземный транспорт
По улице Пилота Нестерова не проходят маршруты наземного общественного транспорта. У юго-западного конца улицы, на Ленинградском проспекте, расположена остановка «Улица Серёгина» автобусов е30, е30к, м1, н1, н12, т65, т70, т86, 105, 356, 403, 412, 905; у середины, на Красноармейской улице, — остановка «Улица Пилота Нестерова» автобуса 110.

### Метро
- Станция метро «Аэропорт» Замоскворецкой линии — северо-западнее улицы, на Ленинградском проспекте
- Станции метро «Динамо» Замоскворецкой линии и «Петровский парк» Большой кольцевой линии (соединены переходом) — юго-восточнее улицы, на Ленинградском проспекте